# Novaci (Aleksandrovac)
Novaci (en serbio cirílico : Дренча) es un pueblo de Serbia, situado en el municipio de Aleksandrovac, en el distrito de Rasina. En el censo de 2011 contaba con 351 habitantes.

## Demografía
| 1948 | 1953 | 1961 | 1971 | 1981 | 1991 | 2002 | 2011 |
| ---- | ---- | ---- | ---- | ---- | ---- | ---- | ---- |
| 536  | 521  | 510  | 502  | 463  | 450  | 402  | 351  |